# Stazione di Lasa
La stazione di Lasa (in tedesco Bahnhof Laas) è una stazione ferroviaria posta lungo la ferrovia della Val Venosta. Serve il comune di Lasa, in provincia di Bolzano.
La gestione degli impianti è affidata a Strutture Trasporto Alto Adige.

## Storia
La stazione venne aperta il 1º giugno 1906 per poi esser chiusa a seguito della dismissione della Ferrovia della Val Venosta, decisa dalle Ferrovie dello Stato nel 1990.
Secondo il progetto mai realizzato della Ferrovia dello Stelvio, redatto nel 1922 dall'ingegner Gaviraghi, direttore dell'esercizio della Ferrovia Alta Valtellina, la stazione di Lasa avrebbe dovuto essere raccordata ad una linea che la congiungesse a Tirano e Bormio mediante un traforo sotto il Passo dello Stelvio.
Verso il Terzo millennio la provincia autonoma di Bolzano rilevò la linea ed i fabbricati pertinenti, affidandone la ristrutturazione ai comuni di appartenenza. Anche la stazione di Lasa venne in tal modo ristrutturata e riaperta al traffico passeggeri nel 2005.

## Struttura e impianti
La stazione dispone di un fabbricato viaggiatori, costruito nello stile caratterizzante tutte le stazioni della linea Merano-Malles, e di un magazzino merci.

## Movimento
Nella stazione fermano tutti i treni regionali e RegioExpress allestiti da SAD da e per Bolzano/Merano e Malles Venosta.
La stazione è inoltre contigua alla ferrovia marmifera di Lasa: fino al 1990 essa fu pertanto interessata da un certo traffico di treni merci che vi effettuavano fermata per caricare i blocchi di marmo bianco estratti nelle locali cave.